# PITX1
PITX1 (англ. Paired like homeodomain 1) – білок, який кодується однойменним геном, розташованим у людей на короткому плечі 5-ї хромосоми. Довжина поліпептидного ланцюга білка становить 314 амінокислот, а молекулярна маса — 34 128.
| 10         |  | 20         |  | 30         |  | 40         |  | 50         |
| ---------- |  | ---------- |  | ---------- |  | ---------- |  | ---------- |
| MDAFKGGMSL |  | ERLPEGLRPP |  | PPPPHDMGPA |  | FHLARPADPR |  | EPLENSASES |
| SDTELPEKER |  | GGEPKGPEDS |  | GAGGTGCGGA |  | DDPAKKKKQR |  | RQRTHFTSQQ |
| LQELEATFQR |  | NRYPDMSMRE |  | EIAVWTNLTE |  | PRVRVWFKNR |  | RAKWRKRERN |
| QQLDLCKGGY |  | VPQFSGLVQP |  | YEDVYAAGYS |  | YNNWAAKSLA |  | PAPLSTKSFT |
| FFNSMSPLSS |  | QSMFSAPSSI |  | SSMTMPSSMG |  | PGAVPGMPNS |  | GLNNINNLTG |
| SSLNSAMSPG |  | ACPYGTPASP |  | YSVYRDTCNS |  | SLASLRLKSK |  | QHSSFGYGGL |
| QGPASGLNAC |  | QYNS       |  |            |  |            |  |            |

A: Аланін

C: Цистеїн

D: Аспарагінова кислота

E: Глутамінова кислота

F: Фенілаланін

G: Гліцин

H: Гістидин

I: Ізолейцин

K: Лізин

L: Лейцин

M: Метіонін

N: Аспарагін

P: Пролін

Q: Глутамін

R: Аргінін

S: Серин

T: Треонін

V: Валін

W: Триптофан

Кодований геном білок за функціями належить до активаторів, білків розвитку, фосфопротеїнів. 
Задіяний у таких біологічних процесах, як транскрипція, регуляція транскрипції, ацетилювання, поліморфізм. 
Білок має сайт для зв'язування з ДНК. 
Локалізований у ядрі.